# Lingkun Dao
Lingkun Dao (kinesiska: Ling-k’un, 灵昆岛) är en ö i Kina. Den ligger i provinsen Zhejiang, i den östra delen av landet, omkring 260 kilometer söder om provinshuvudstaden Hangzhou. Arean är 26,8 kvadratkilometer. Den sträcker sig 4,9 kilometer i nord-sydlig riktning, och 9,5 kilometer i öst-västlig riktning.
Genomsnittlig årsnederbörd är 2 185 millimeter. Den regnigaste månaden är juni, med i genomsnitt 294 mm nederbörd, och den torraste är januari, med 75 mm nederbörd.